# Landengte-Zapoteeks
Landengte-Zapoteeks is een variant van het Zapoteeks die gesproken wordt door de Zapoteken, oorspronkelijke bewoners van het huidige Mexico. De taal behoort bij de Oto-Mangue taalfamilie. Bij ISO 639-3 is de code zai. De taal wordt gesproken op de Landengte van Tehuantepec en in Juchitán de Zaragoza, in de staat Oaxaca nabij de kust van de Grote Oceaan.